# Campionati del mondo di ciclismo su pista 2024 - Inseguimento a squadre maschile
La gara di inseguimento a squadre maschile ai campionati del mondo di ciclismo su pista si è svolta dal 16 al 17 ottobre 2024. È stata vinta dalla squadra danese.

## Podio
| Pos.    | Atleta        | Nazionalità                                                                      |
| ------- | ------------- | -------------------------------------------------------------------------------- |
| Oro     | Danimarca     | Tobias Hansen Carl-Frederik Bévort Niklas Larsen Frederik Madsen Rasmus Pedersen |
| Argento | Gran Bretagna | Ethan Hayter Josh Charlton Charlie Tanfield Oliver Wood Rhys Britton             |
| Bronzo  | Germania      | Tim Torn Teutenberg Benjamin Boos Ben Jochum Bruno Keßler Felix Groß             |

## Risultati

### Qualificazioni
I migliori 8 tempi si qualificarono per il primo turno. Tra questi, i primi 4 rimannero in lotta per l'oro e argento, mentre i restanti 4 per il bronzo.
| Posizione | Nazione                                                                      | Tempo    | Gap     | Note |
| --------- | ---------------------------------------------------------------------------- | -------- | ------- | ---- |
| 1         | Gran Bretagna Ethan Hayter Josh Charlton Charlie Tanfield Oliver Wood        | 3:48.759 |         | Q    |
| 2         | Danimarca Carl-Frederik Bévort Niklas Larsen Frederik Madsen Rasmus Pedersen | 3:48.983 | +0.224  | Q    |
| 3         | Svizzera Noah Bogli Mats Poot Valère Thiébaud Alex Vogel                     | 3:55.084 | +6.325  | Q    |
| 4         | Stati Uniti Grant Koontz David Domonoske Anders Johnson Brendan Rhim         | 3:55.745 | +6.986  | Q    |
| 5         | Germania Benjamin Boos Felix Groß Ben Jochum Bruno Keßler                    | 3:56.948 | +8.189  | q    |
| 6         | Giappone Naoki Kojima Shoki Kawano Kazushige Kuboki Shoi Matsuda             | 3:57.300 | +8.541  | q    |
| 7         | Canada Chris Ernst Mathias Guillemette Campbell Parrish Sean Richardson      | 3:58.379 | +9.520  | q    |
| 8         | Cina Li Boan Wang Mengjie Yang Yang Zhang Jinyan                             | 4:00.589 | +11.830 | q    |
| 9         | Polonia Alan Banaszek Konrad Waliniak Filip Prokopyszyn Adam Wożniak         | 4:01.006 | +12.247 |      |
| 10        | Spagna Erik Martorell Joan Martí Bennassar Beñat Garaiar Álvaro Navas        | 4:01.705 | +12.946 |      |
| 11        | Italia Davide Boscaro Renato Favero Francesco Lamon Manlio Moro              | 4:02.072 | +13.313 |      |

### Primo turno
Le 2 squadre vincenti le prime 2 batterie gareggiarono nella finale per il bronzo, le vincenti della altre 2 batterie in quella per oro e argento.
| Batteria | Posizione | Nazione                                                                      | Tempo    | Gap    | Note |
| -------- | --------- | ---------------------------------------------------------------------------- | -------- | ------ | ---- |
| 1        | 1         | Giappone Shunsuke Imamura Naoki Kojima Shoki Kawano Shoi Matsuda             | 3:54.826 |        | q    |
| 1        | 2         | Canada Chris Ernst Mathias Guillemette Campbell Parrish Sean Richardson      | 3:55.638 | +0,812 |      |
| 2        | 1         | Germania Benjamin Boos Felix Groß Ben Jochum Bruno Keßler                    | 3:54.746 |        | q    |
| 2        | 2         | Cina Li Boan Wang Mengjie Yang Yang Zhang Jinyan                             | 3:59.747 | +5,001 |      |
| 3        | 1         | Danimarca Carl-Frederik Bévort Niklas Larsen Frederik Madsen Rasmus Pedersen |          |        | Q    |
| 3        | 2         | Svizzera Noah Bogli Luca Buhlmann Mats Poot Valère Thiébaud                  | 3:55.692 |        |      |
| 4        | 1         | Gran Bretagna Ethan Hayter Rhys Britton Josh Charlton Charlie Tanfield       | 3:50.111 |        | Q    |
| 4        | 2         | Stati Uniti Grant Koontz David Domonoske Anders Johnson Brendan Rhim         | 3:54.887 | +4,776 |      |

### Finali
| Posizione            | Nazione       | Atleti                                                           | Tempo    | Gap    | Note |
| -------------------- | ------------- | ---------------------------------------------------------------- | -------- | ------ | ---- |
| Finale per l'oro     |               |                                                                  |          |        |      |
| 1                    | Danimarca     | Tobias Hansen Carl-Frederik Bévort Niklas Larsen Frederik Madsen | 3:45.642 |        |      |
| 2                    | Gran Bretagna | Ethan Hayter Josh Charlton Charlie Tanfield Oliver Wood          | 3:45.963 | +0.321 |      |
| Finale per il bronzo |               |                                                                  |          |        |      |
| 3                    | Germania      | Tim Torn Teutenberg Benjamin Boos Ben Jochum Bruno Keßler        | 3:52.707 |        |      |
| 4                    | Giappone      | Shunsuke Imamura Naoki Kojima Kazushige Kuboki Shoi Matsuda      | Rit.     | -      |      |